# Vijana Jazz
Vijana Jazz è un'orchestra tanzaniana di musica dansi, nota soprattutto per aver rinnovato il genere negli anni ottanta introducendo strumenti elettronici (sintetizzatore e drum machine).
Come altre orchestre dansi, Vijana Jazz era originariamente amministrata dall'organizzazione che la finanziava, il CCM (Chama cha Mapinduzi), ala giovanile del partito di governo. L'orchestra è stata fra le più popolari della Tanzania negli anni ottanta. Ha iniziato il suo declino nel 1991, in seguito allo scioglimento del legame con il CCM.